# Itelyum
Itelyum è un'azienda italiana nata il 26 marzo 2019 dall’unione delle aziende Viscolube, Bitolea e delle loro società partecipate; opera a livello internazionale nel campo dell’economia circolare ed è specializzato nella rigenerazione degli oli lubrificanti usati, nella produzione di solventi puri e da reflui chimici e nei servizi ambientali per l’industria.

## Storia
La storia del gruppo inizia a Pieve Fissiraga nel 1963 con la fondazione di Viscolube azienda che, per la prima volta, avvia l’attività di rigenerazione degli oli usati. Entra a far parte Consorzio Nazionale per la Raccolta, Gestione e Trattamento Oli Minerali Usati (CONOU), sin dalla sua istituzione nel 1982. 
Al fine di aumentare la qualità e ridurre l'impatto ambientale, l’azienda procede, negli anni successivi, a integrare al suo interno tutti i soggetti che compongono la filiera industriale della raccolta e della rigenerazione degli oli usati.
Nel 2001 Viscolube acquisisce e rinnova l’impianto di rigenerazione di Ceccano; in questo periodo diviene la principale azienda di rigenerazione di oli usati in Italia.
Nel 2013 Viscolube avvia una diversificazione delle proprie attività con l’acquisizione di società operative sul territorio italiano nel settore della raccolta e gestione di rifiuti speciali (pericolosi e non) creando una divisione dedicata, oggi denominata Itelyum Ambiente.
Itelyum viene presentato a Milano il 26 marzo 2019. Il Gruppo di aziende italiane operanti nell’ambito dell’economia circolare creato dal fondo Stirling Square, integra 16 società alle due aziende principali operanti nella rigenerazione dei residui, cioè la Viscolube di Lodi che si occupa di riciclo dei lubrificanti e Bitolea di Pavia che si occupa di purificazione dei solventi usati.
A marzo 2020 Itelyum ha rilevato il 100% del Gruppo Idroclean, azienda di riferimento in Lombardia e nel nord Italia per il trattamento e la depurazione delle acque industriali, e l’80% di Carbonafta, società umbra attiva nella gestione dei rifiuti industriali.
Nel luglio 2020, Itelyum ha acquisito il 100% di Intereco srl, società operante nei servizi ambientali e partner di imprese ed enti pubblici.
Nel luglio 2021 Itelyum ha rilevato la pugliese Castiglia, storica azienda di Massafra (Taranto), che opera nella gestione sostenibile dei fanghi rivenienti dal trattamento e depurazione delle acque e dei servizi ad alto valore aggiunto per la grande industria, fra i quali gestione e manutenzione delle reti idriche e degli acquedotti, demolizioni, bonifiche, risanamenti e revamping di impianti industriali e servizi ambientali portuali.
Nell’agosto 2021 il quarto fondo di Stirling Square Capital Partners annuncia l’investimento, in partnership con il fondo tedesco DBAG, nel Gruppo Itelyum.

## Business unit strategiche
Il gruppo si divide in 3 business unit strategiche:

### Rigenerazione di oli minerali usati
La rigenerazione è il processo produttivo ad alta tecnologia che trasforma l’olio lubrificante usato raccolto in nuove basi lubrificanti rigenerate. Questo prodotto finale, impiegato nel comparto industriale e dell’autotrazione, possiede caratteristiche qualitative simili a quelle degli oli prodotti direttamente dalla lavorazione del greggio.
In termini di impatto ambientale, per ogni tonnellata di olio rigenerato si registra un risparmio netto del 40% di CO2 rispetto alle emissioni provenienti dal ciclo produttivo degli oli di prima raffinazione.

### Purificazione di reflui chimici e solventi usati e produzione di solventi ad alta purezza
La purificazione dei reflui dell’industria chimica e farmaceutica recupera i prodotti destinandoli agli stessi mercati di provenienza o ad altri settori industriali. Invece, i prodotti da distillazione di frazioni petrolifere vergini e starting materials di sintesi integrano l’offerta verso i clienti, da cui si ritirano significativi quantitativi di reflui da destinare alla valorizzazione.

### Servizi ambientali
La gestione integrata dei rifiuti industriali garantisce la raccolta, il trasporto, il pretrattamento dei rifiuti, ma anche la consulenza e l’intermediazione, in modo da ridurre le distanze spaziali e temporali tra la produzione del rifiuto e la destinazione di riutilizzo.

## Aziende del Gruppo

### Regeneration solutions
Itelyum Regeneration S.p.A.

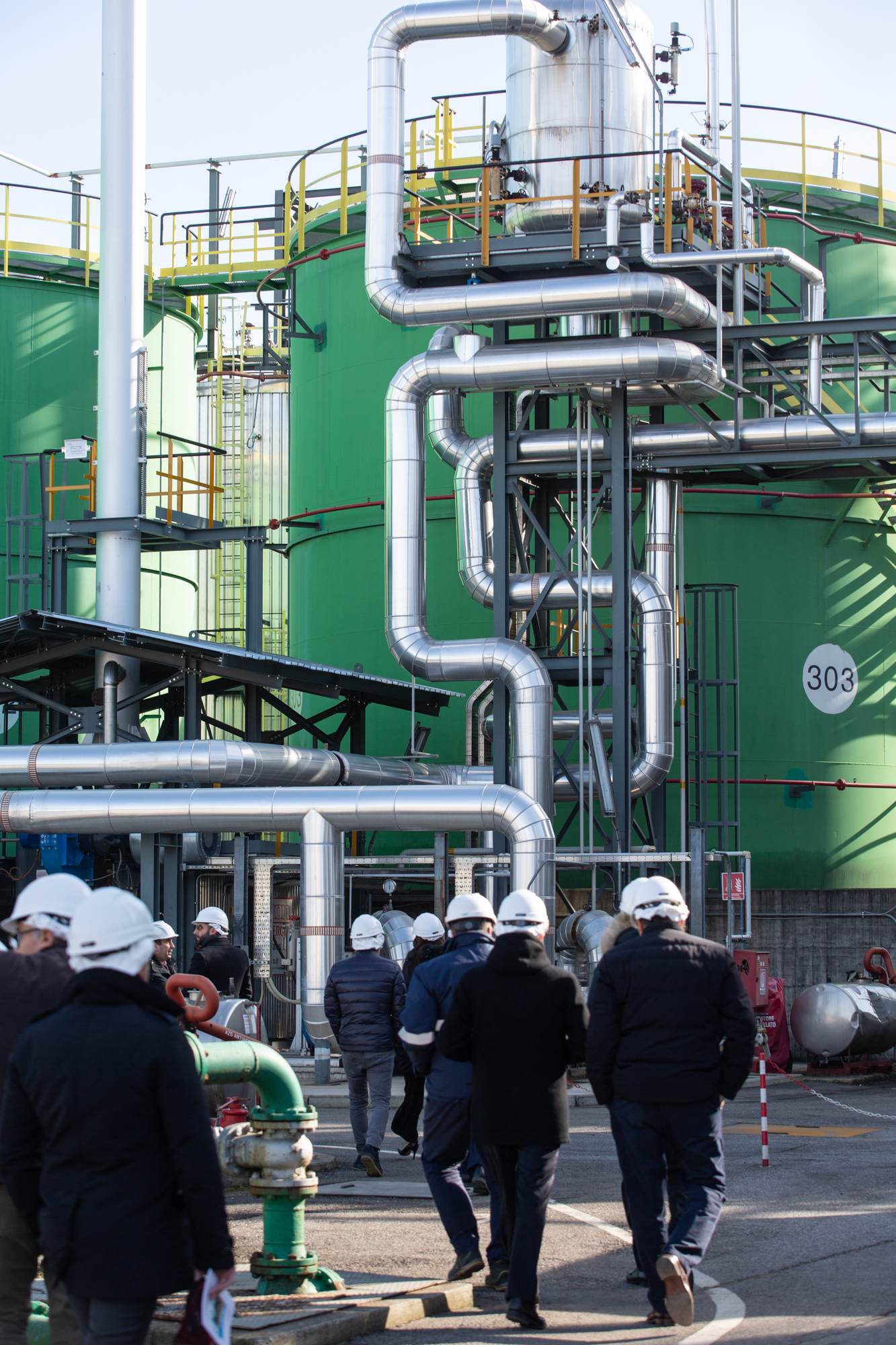
Itelyum Regeneration - Pieve Fissiraga

- Pieve Fissiraga (LO) - Itelyum Headquarters: rigenerazione oli usati; trattamento emulsioni oleose.
- Ceccano (FR): rigenerazione oli usati.

### Purification solutions
- Itelyum Purification S.p.A - Landriano (PV): rigenerazione e recupero solventi usati; produzione e trading solventi puri; sintesi starting material farmaceutici; Rho (MI): infustamento e logistica.
- Im.Tra.S. S.r.l. - Landriano (PV): trasporto rifiuti e prodotti chimici (sede operativa).

### Soluzioni per l'ambiente
- Aeco S.r.l. - Bologna: intermediazione di rifiuti.
- Agrid S.r.l. - Casirate d’Adda (BG): vendita prodotti e sottoprodotti derivati dal riciclo di scarti industriali e alimentari.
- Area S.r.l. - Gradisca di Sedegliano (UD): trattamento acque industriali; Motta di Livenza (TV): sede amministrativa.
- Carbo-Nafta Ecologia S.r.l. - Perugia: intermediazione, raccolta, trasporto, e stoccaggio rifiuti pericolosi e non pericolosi.
- Castiglia S.r.l. - Massafra (TA): gestione sostenibile rifiuti e fanghi provenienti dal trattamento e depurazione delle acque.
- Centro Risorse S.r.l. - Motta di Livenza (TV): stoccaggio, trattamento, recupero e valorizzazione di rifiuti pericolosi e non pericolosi.
- De Luca Servizi Ambiente S.r.l. - Vittorio Veneto (TV): raccolta, trasporto e stoccaggio rifiuti solidi e liquidi: raccolta, trasporto e stoccaggio rifiuti solidi e liquidi; Verona: Trattamento emulsioni oleose.
- Fer.Ol.Met. S.r.l. - San Giuliano Milanese (MI): intermediazione, raccolta, trasporto, e stoccaggio rifiuti pericolosi e non pericolosi.
- Idroclean S.r.l. - Casirate d’Adda (BG): trattamento rifiuti liquidi pericolosi e non pericolosi.
- Innovazione Chimica S.r.l. - Motta di Livenza (TV): laboratorio accreditato ISO 17025, Analisi acque, terreni, rifiuti, microbiologia, emissioni; consulenza ambientale.
- Intereco S.r.l. - Fiorano Modenese (MO): stoccaggio, trattamento e recupero di rifiuti industriali pericolosi e non pericolosi.
- Keoma S.r.l. - Motta di Livenza (TV): raccolta e trasporto rifiuti.
- Labio.Lab S.r.l. - Casirate d’Adda (BG): laboratorio analisi chimiche.
- Neda Ambiente FVG S.r.l. - Palmanova (UD): raccolta, trasporto e stoccaggio rifiuti solidi e liquidi; assistenza e consulenza ambientale per la gestione dei rifiuti; Oderzo (TV): consulenza sicurezza, ambiente, igiene alimentare; gestione di sistemi di certificazione; formazione.
- Recoil S.r.l. - Lendinara (RO): stoccaggio rifiuti liquidi e trasporto rifiuti speciali pericolosi e non.
- Rimondi Paolo S.r.l. - Bologna: raccolta, trasporto, stoccaggio e trattamento rifiuti solidi e liquidi; trattamento emulsioni oleose; Lendinara (RO): raccolta, trasporto e stoccaggio rifiuti liquidi.
- Riraee S.r.l. - Trecate (NO): raccolta e recupero RAEE SAM S.r.l.; Mezzanino (PV): stoccaggio rifiuti liquidi.
- S.C.I.E Società Costruzione Impianti Ecologici S.r.l - San Pietro in Casale (BO): Progettazione, costruzione e gestione impianti di trattamento acque.
- Sepi Ambiente S.r.l. - Settimo Torinese (TO): raccolta, trasporto, stoccaggio e trattamento rifiuti solidi e liquidi; Torino: raccolta, trasporto e stoccaggio rifiuti solidi e liquidi.

## Sostenibilità Itelyum
Itelyum pubblica un bilancio di sostenibilità che contiene dati provenienti dalle tre principali aree di business, con un particolare focus sulla responsabilità sociale e ambientale.
Itelyum aderisce al Global Compact delle Nazioni Unite, l’iniziativa che impegna le aziende e le organizzazioni che vi aderiscono a condividere, sostenere e applicare nella propria sfera di influenza un insieme di principi relativi a diritti umani, standard lavorativi, tutela dell’ambiente e lotta alla corruzione e supporta gli Obiettivi di Sviluppo Sostenibile ratificati dalle Nazioni Unite nel 2015.
I dipendenti sono attualmente 850, impegnati in 26 siti operativi, a servizio di più trentamila clienti. Itelyum gestisce 1 milione e 800 mila tonnellate di rifiuti speciali, in particolare pericolosi, su tutto il territorio nazionale.
Il fatturato circolare, ovvero il fatturato derivante da operazioni formali di recupero rifiuti, fornitura di prodotti puri a clienti/fornitori di reflui e trattamento acque industriali, è stato nel 2020 pari all’81% del totale.